# Danubien (cheval)
Pour les articles homonymes, voir Danubien.
Le Danubien (bulgare : Дунавски кон) est une race de chevaux de trait léger originaire de Bulgarie. C'est une race rare, utilisée pour les travaux de traction agricole. 

## Histoire
En bulgare, ces chevaux sont nommés Дунавски кон (transcription : dunavski kon), signifiant « cheval du Danube ». La race est sélectionnée au début du XXe siècle au haras de Pleven, en Bulgarie. Elle provient de croisements entre des juments locales, et des juments de race Anglo-arabe, Nonius et Gidran, avec des étalons Nonius et du Don.
Son stud-book est créé en 1959. Alors qu'il s'agit à l'origine d'un cheval de trait léger, des croisements avec le Pur-sang ont fait émerger un type de selle. En 2003, l'effectif recensé n'est que de 320 chevaux. En 2010, le Danubien est éligible aux aides européennes accordées à la Bulgarie pour la préservation de ses races animales domestiques menacées, à hauteur de 200 € par cheval détenu par un éleveur privé.

## Description
Il est d'assez grande taille, la base de données DAD-IS indiquant un taille moyenne de 1,627 m chez les mâles et 1,616 m chez les femelles, pour un poids moyen respectif de 660 et 610 kg. Le guide Delachaux cite une fourchette moyenne de 1,60 m à 1,63 m chez les mâles, et 1,58 m à 1,61 m chez les juments. L'ouvrage de l'auteure tchèque Helena Kholová (1997) indique une moyenne de 1,55 m. Le poids de naissance se situe entre 45 et 50 kg.

### Morphologie
C'est un cheval de trait léger, compact, de constitution massive, doté d'une solide structure osseuse,. Sa tête, proportionnelle au corps, longue mais de taille moyenne, présente un profil rectiligne et de petits yeux. L'encolure est forte, de longueur moyenne, large et bien musclée. Le dos est droit, les reins sont larges et bien attachés à une croupe légèrement inclinée, forte, large et musclée. La queue est attachée et portée haut,. Les crins de la crinière et de la queue sont longs. La poitrine est profonde, large et longue. Les jambes, de longueur moyenne, sont fortes, avec des articulations bien définies. Les os du canon sont plutôt courts. La corne du sabot est solide.

### Robe
La robe est généralement noire ou bai-brun, plus rarement baie ou alezan foncé. DAD-IS indique que les crins de la crinière et de la queue sont toujours noirs, mais ce ne sera pas le cas chez les chevaux alezans.

### Tempérament et entretien
La mise à la reproduction a généralement lieu à trois ans. Cette race est considérée comme productive jusqu'à l'âge de 18 ans. Les Danubiens sont généralement élevés en système intensif ou semi-intensif, de façon stationnaire.

## Utilisations
Le Danubien est principalement employé à la traction pour le travail de ferme. Il sert aussi comme cheval de loisir, notamment à l'attelage, et peut être monté. En croisement avec le Pur-sang, il donne de bons chevaux de saut d'obstacles.

## Diffusion de l'élevage
Le Danubien constitue une race de chevaux native de la Bulgarie, plus précisément présente dans l'Ouest et le Nord-Ouest du pays. L'étude menée par l'Université d'Uppsala, publiée en août 2010 pour la FAO, signale le « Danubian » comme race de chevaux locale européenne, dont le niveau de menace est inconnu. Cependant, le Danubien est indiqué comme étant en danger d'extinction sur DAD-IS. En 2017, l'effectif recensé est de 446 têtes, avec une tendance à la stabilité. Un programme de conservation a été lancé en 2011 en Bulgarie.
Par ailleurs, l'ouvrage Equine Science (4e édition de 2012) le classe parmi les races de chevaux de selle peu connues au niveau international.